# Mouvement contre le Racisme, l’Antisémitisme et la Xénophobie
Das MRAX (Mouvement contre le Racisme, l' Antisémitisme et la Xénophobie) ist eine belgische Organisation, die sich gegen Rassismus, Antisemitismus und Xenophobie einsetzt.

## Beschreibung
1966 als belgische Ausgründung des MRAP gegründet, wurde sie am 7. Oktober 1975 eine GoE. Die Organisation ruft zur Vereinigung und zur Aktion aller auf, die sich Diskriminierungen, Hass und Vorurteilen aufgrund von Rasse, Staatsangehörigkeit, Sprache,  Kultur, nationaler oder ethischer Herkunft, Hautfarbe, Glaubensbekenntnis oder Weltanschauung entgegenstellen möchten. Sie möchte Völkerfreundschaft und die Gleichheit und Brüderlichkeit zwischen den Menschen fördern. Sie möchte die Erinnerung an die Opfer rassistischer Verfolgung wachhalten, insbesondere die Erinnerung an die Opfer des Nazismus. Der MRAX wird vor allem durch die Französische Gemeinschaft Belgiens, die Cocof und Actiris finanziert.

## Krise
Ende Oktober 2009 rief Ministerin Fadila Laanan eine Untersuchungskommission ein, die Vorwürfe von MRAX-Mitarbeitern überprüfen soll, dass innerhalb des MRAX nepotistische Praktiken herrschen und öffentliche Mittel auf sehr zweifelhafte Weise verwendet würden.
Im November 2009 forderte der liberale Senator Alain Destexhe, sämtliche Subventionen an den MRAX zu stoppen, da diese Organisation zunehmend rassistisch würde, Weiße würden als Bleichgesichter bezeichnet, des Weiteren würde die Organisation nicht gegen Antisemitismus vorgehen, Sympathien für die Hamas bekunden, ein Führungsmitglied habe sogar Verständnis für die Anschläge des 11. Septembers 2001 in New York bekundet. Auch wandele sich der MRAX mehr und mehr in eine Lobbyorganisation für Islamisten.